# Новий Будзіслав
Новий Будзіслав (пол. Nowy Budzisław) — село в Польщі, у гміні Осек-Малий Кольського повіту Великопольського воєводства.
Населення — 197 осіб (2011).
У 1975-1998 роках село належало до Конінського воєводства.

## Демографія
Демографічна структура станом на 31 березня 2011 року:
|          | Загалом | Допрацездатний вік | Працездатний вік | Постпрацездатний вік |
| -------- | ------- | ------------------ | ---------------- | -------------------- |
| Чоловіки | 97      | 17                 | 70               | 10                   |
| Жінки    | 100     | 22                 | 58               | 20                   |
| Разом    | 197     | 39                 | 128              | 30                   |